# Anton Maria Fineschi
Anton Maria Fineschi (Siena, 13 luglio 1743 – Siena, 9 giugno 1803) è stato un agronomo e giurista italiano.

## Biografia
Senese, figlio di Giovan Domenico Fineschi e di Angela Tognoni, studiò brillantemente laureandosi in utroque jure. Seguendo poi la propria passione giovanile,  incuriosito dalla natura e dell'agricoltura, vi si dedicò, pubblicando, opuscoli e opere di agronomia. Fra le sue opere edite (molte restarono manoscritte) si ricorda, Dissertazione sopra la maniera di coltivare i mori gelsi (1783), Voto Rustico, Voto di scissura dell'eccellentissimo sig. dottore Anton-Maria Fineschi nella crassetana, seu senen. praetensae gestionis rei communis ; seu validitatis obligationis nel dì 23. Marzo 1779 tra il molto reverendo sig. pievano Gio. Battista Franceschini da una ed il molto reverendo sig. pievano Alessandro Paganelli dall'altra parte (1779), Della stima dei frutti pendenti, teorie legali, ridotte alla pratica per uso del foro e degli stimatori (Siena 1790). Viene però soprattutto ricordato per un'opera che è rimasta un punto di riferimento nel settore, per generazioni: Regole teorico-pratiche, e rustico-legali per fare le stime dei predi rustici per uso non solo delli stimatori, quanto ancora per istruzione dei giudici e dei curiali (1778), che ebbe numerose ristampe.
Nel 1794, fu chiamato dall'Università di Napoli, alla cattedra di agricoltura, ma per ragioni personali familiari, dovette rifiutare.
Fu socio corrispondente dell'Accademia dei Georgofili di Firenze e dell'Accademia dei Fisiocritici di Siena.